# Ragebøl Station
Ragebøl Station er en tidligere station i Ragebøl på Sønderborgbanen i Jylland. Den åbnede for trafik i 1901 og var en forholdsvis stor station når man ser på persontrafikken. Stationen blev nedsat til trinbræt i 1956 og lukkede endeligt for trafik i 1963.
Stationsbygningen kom efter lukningen i privat eje og eksisterer stadig.
54°55′54.44″N 9°43′59.67″Ø / 54.9317889°N 9.7332417°Ø